# Lino Spagnoli
Annibale Spagnoli, detto Lino (Perugia, 1º novembre 1927 – 12 giugno 1986), è stato un imprenditore, pilota motonautico e dirigente sportivo italiano.
Fu campione mondiale ed europeo di motonautica, presidente della squadra di calcio del Perugia, e amministratore delegato e presidente della casa di moda "Luisa Spagnoli".

## Biografia
Figlio di Mario Spagnoli e nipote di Luisa, ha dato un grande contributo allo sviluppo dell'azienda di famiglia, della quale diviene presidente nel 1952, diventandone in seguito amministratore delegato nel 1960.
Parallelamente inizia a praticare svariate attività sportive, fondando e finanziando nella sua città un vivaio di giovani calciatori, la Grifo, e scoprendo una vera e propria passione per la motonautica: arriva in breve ai vertici assoluti di quello sport, laureandosi nel 1959 campione del mondo nella classe Racers 800 kg e, l'anno successivo, campione europeo nella classe Racers 500 kg; tuttavia alla fine del 1960 un grave incidente sul lago Albano lo costringe ad abbandonare tale disciplina.
Rimane comunque legato allo sport, cominciando a dedicarsi alla squadra di calcio cittadina del Perugia, all'epoca stagnante nelle categorie minori: dal 1966 al 1972 è presidente del club biancorosso, riportandolo nella stagione 1966-1967 in Serie B dopo un'assenza di vent'anni — categoria mantenuta per tutto il corso della sua presidenza, che precede il periodo più roseo della storia della squadra umbra.
Nel frattempo la sua attività di imprenditore non era mai cessata, e nel 1967 la "Luisa Spagnoli", sotto la sua guida, cambia il suo stato passando da società a responsabilità limitata a società per azioni. Nel 1977 prende in mano la casa di moda, superando un momento di crisi grazie anche alle innovazioni tecnologiche e al decentramento produttivo attuato alla fine di quel decennio. 
Muore improvvisamente nel 1986, all'età di cinquantotto anni.